# Ragnar Båge
Bror Ragnar Båge, född Jonsson, den 12 september 1887 i Karlshamn, död där den 8 november 1947, var en svensk folkskollärare, författare och tecknare.

## Biografi
Båges inledde sina studier födelsestaden Karlshamn varefter han avlade folkskollärarexamen i Växjö 1911. Hösten samma år tillträdde han en tjänst som folkskollärare i Karlshamn. Då rektorn för Tekniska skolan i Karlshamn, Emil Törnblom, gick i pension 1936, blev Båge dess nya rektor. Under hans tio år som rektor genomgick skolan en total omorganisation. Den flyttade även in i nya lokaler, då man övertog Kommunala Flickskolans hus på Kungsgatan. Vid Tekniska skolan undervisade Båge i svenska, reklamteknik, målning och teckning.
Flera av Båges tidningsartiklar och böcker är illustrerade av honom själv. En av höjdpunkterna i Båges produktion är Vallpojken som blev marmorns skald (1933) som ger ett porträtt av skulptören Per Hasselberg. Utöver böckerna publicerade han en mängd artiklar i Blekinges lokaltidningar och han gav också själv ut ett antal jul- och påsktidningar.
Båge tvingades lämna lärarbanan 1947 på grund av sjukdom. Han lyckades dock slutföra sin sista bok Blekinge vilken utkom 1947, samma år som han avled i sin hemstad Karlshamn.

### Varia
- Bot för sot : tankar i nyårstid. Malmö: Framtiden. 1915. Libris 1632081
- Karlshamn, Asarum : ett bidrag till hembygdens kännedom. Karlshamn. 1923. Libris 900362
- Karlshamns musiksällskap (1876-1926). Karlshamn: [Sällsk.]. 1926. Libris 2029788
- Per Hasselberg : [omslagstitel:] vallpojken som blev marmorns skald. Karlshamn. 1933. Libris 1193879
- Arbetsblad i hembygdskunskap. Stockholm: Magn. Bergvall. 1934. Libris 1351217 - Medförfattare: Oscar Augzell
- Karlshamn med omgivningar : anteckningar till hembygdsundervisningen jämte förslag till arbetsövningar. Karlshamn: Folkskolestyr. 1934. Libris 1352470
- Besök Karlshamn under Hanöregattan 4-7 juli 1935. Karlshamn. 1935. Libris 2584541
- Från fattigskolan till Bodetorpsskolan : 1815-1942  : Karlshamn  : anteckningar till Karlshamns folkskolas historia grundade på uppgifter av Hilding Rosengren, utdrag av protokoll, pressnotiser och meddelanden av äldre karlshamnsbor. Karlskrona. 1942. Libris 10141071
- Vardagsvisor. Karlshamn: [Förf.]. 1943. Libris 1390163
- Blekinge. Stockholm: M. Bergvall. 1947. Libris 1390162

### Redaktör
- Rosenberg, Sven (1934). En dagbok ligger öppen : utdrag från riksdagsmannen och kantorn Sven Rosenbergs memoarer / enligt uppdrag: Ragnar Båge. Karlshamn: Utg. Libris 1367018
- Karlshamns folkskolors minnesbok / utg. av Karlshamns folkskolestyrelse i juni månad 1942 ; [red. av Ragnar Båge]. [Karlshamn]: [Folkskolestyr]. 1942. Libris 1417297